# Даринка Станчева
Даринка Христова Станчева е български инженер и политик от НДСВ. Народен представител от парламентарната група на НДСВ в XXXIX и XL Народно събрание.

## Биография
Даринка Станчева е родена на 11 юни 1953 година в град Павликени. Работила е в областта на редакционно-издателската, рекламната дейност и печата. След това е хоноруван преподавател в НХА и НБУ – София.
На парламентарните избори през 2001 година избрана за народен представител от листата на НДСВ в 11-и МИР Ловеч. На парламентарните избори през 2005 година е отново избрана за народен представител от листата на НДСВ в 11-и МИР Ловеч.